# Josef Gerl (Architekt)

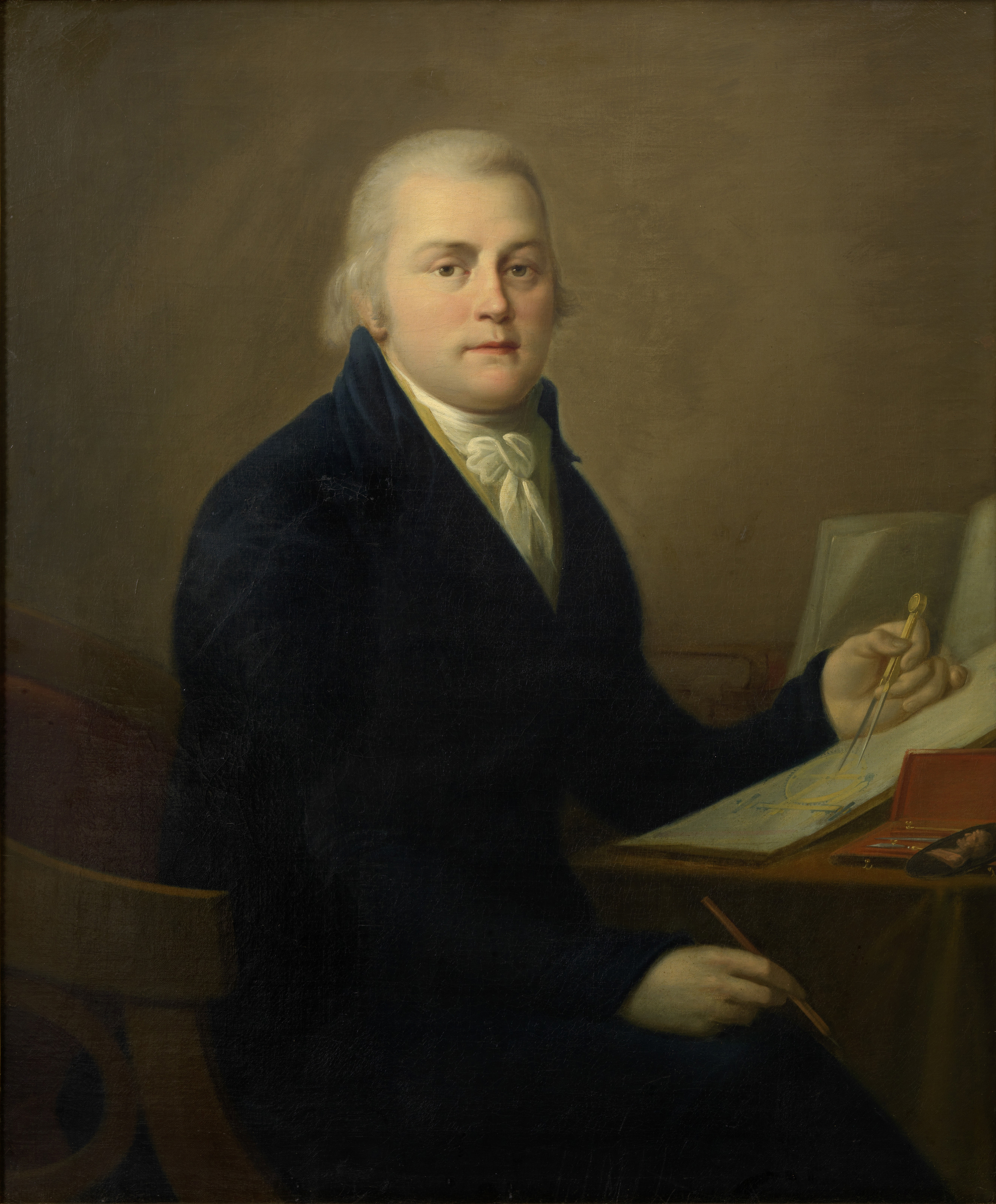
Josef Gerl (um 1770)

Josef Ignaz Gerl (* 22. Mai 1734 in Klosterneuburg; † 1. Februar 1798 in Wien) war ein österreichischer Baumeister und Architekt.

## Leben
Josef Gerl entstammte einer weitverzweigten Baumeisterfamilie. Sein Vater war der Stiftsbaumeister von Klosterneuburg und Stadtbaumeister von Wien Mathias Gerl, dessen ältester Sohn er war. Seine Brüder Liborius Thaddäus Gerl (1738–1805) und Philipp Ignaz Gerl (1738–1815) wurden ebenfalls Baumeister. Er erlernte den Beruf bei seinem Vater, wurde 1747 freigesprochen und 1761 in die Baumeisterzunft aufgenommen. Gerl machte eine erfolgreiche Karriere in Wien und brachte es zu einigem Vermögen, so dass er gemeinsam mit zwei anderen Wiener Bürgern in der Lage war 1793 auf eigene Kosten das Graf Wurmserisch-österreichisch-steirische Freikorps für den Kampf gegen die Franzosen aufzustellen. Er war von 1759 bis 1765 mit Theresia, der Witwe des Hofarchitekten Johann Baptist Martinelli verheiratet, nach deren Tod in zweiter Ehe 1765 mit Theresia Maria Anna Peffl, mit denen er zusammen sechs Kinder hatte. Er starb in einem Haus des ehemaligen Himmelpfortklosters, das er 1785 nach dessen Auflösung erworben hatte. Gerl erhielt 1795 die Auszeichnung der Gnadenmünze an einer goldenen Kette durch Kaiser Franz II.

## Bedeutung
Josef Gerls Werk ist stilistisch von der Epoche Kaiser Josephs, dem Josephinismus, geprägt und zeigt meist schlichte, barock-klassizistische Formen. Er war in der Lage Großprojekte und öffentliche Bauten zu errichten, die ein großes Maß an Organisationstalent erforderten, für gestalterische Maßnahmen im äußeren Bereich aber wenig Spielraum ließen. Vom Kirchen- über den Wohnbau bis hin zu öffentlichen Großprojekten war er in allen Sparten des Bauwesens tätig.

## Werke

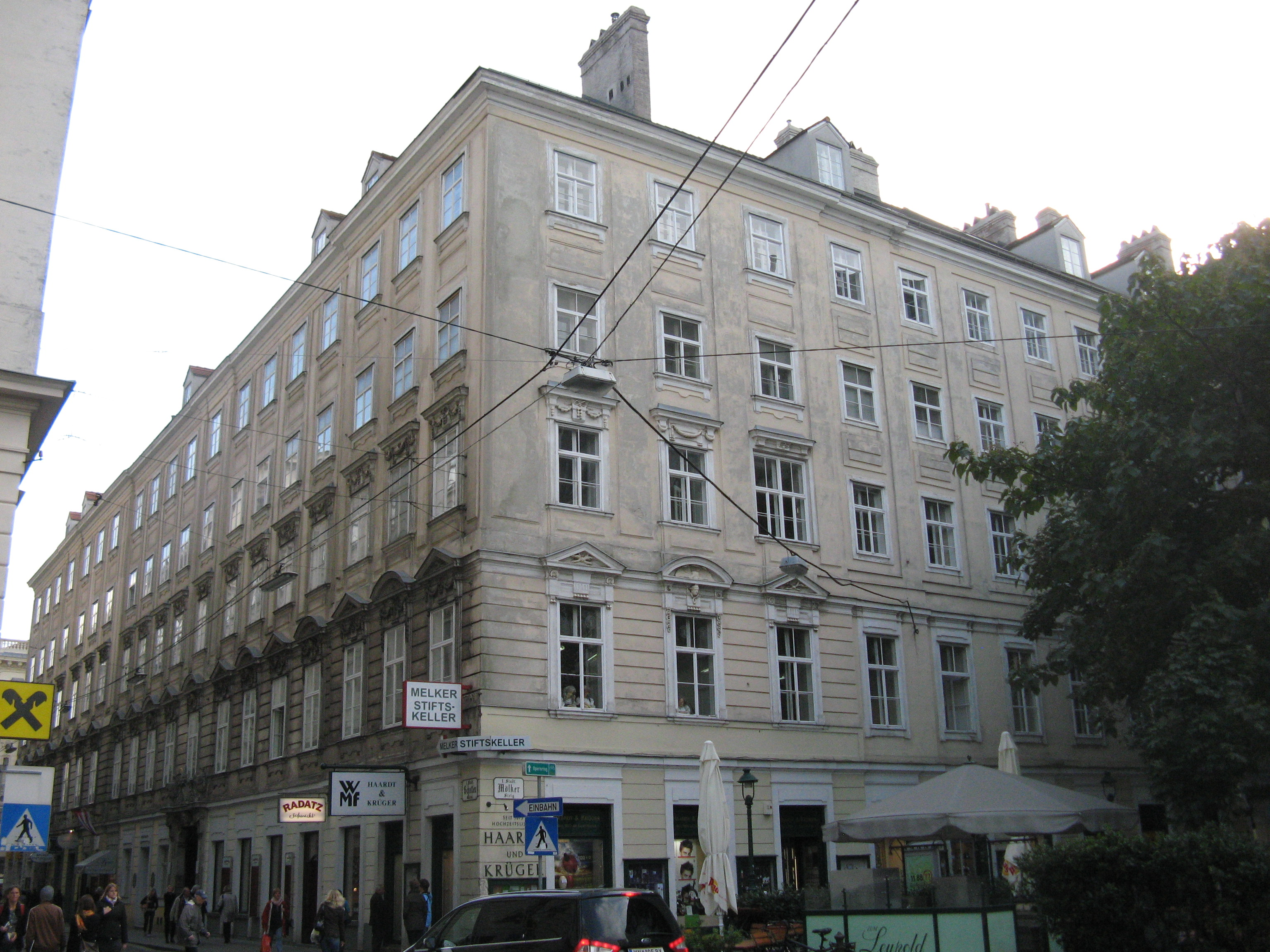
Melker Hof (1769–1794)

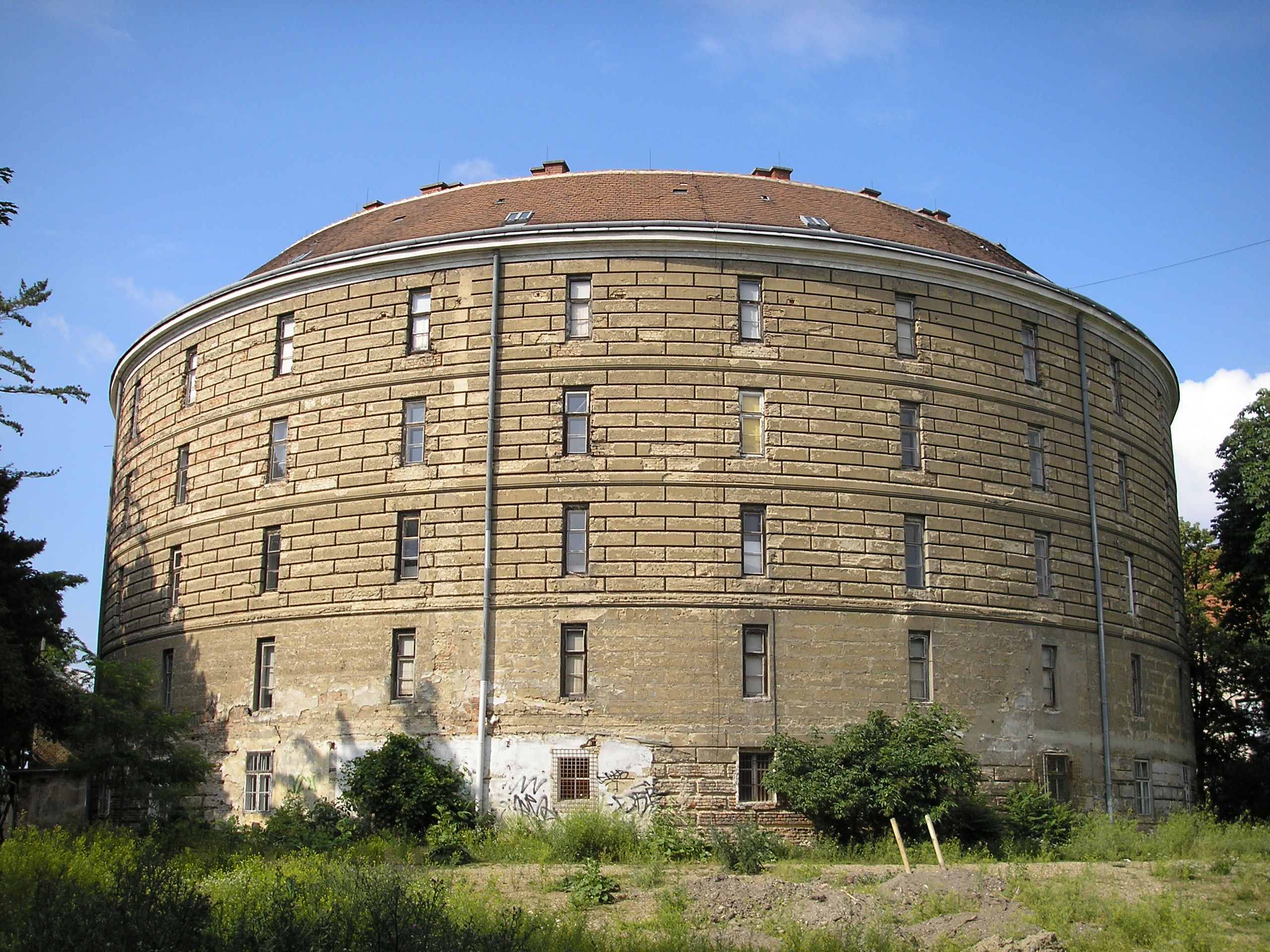
Narrenturm im Allgemeinen Krankenhaus (1784)

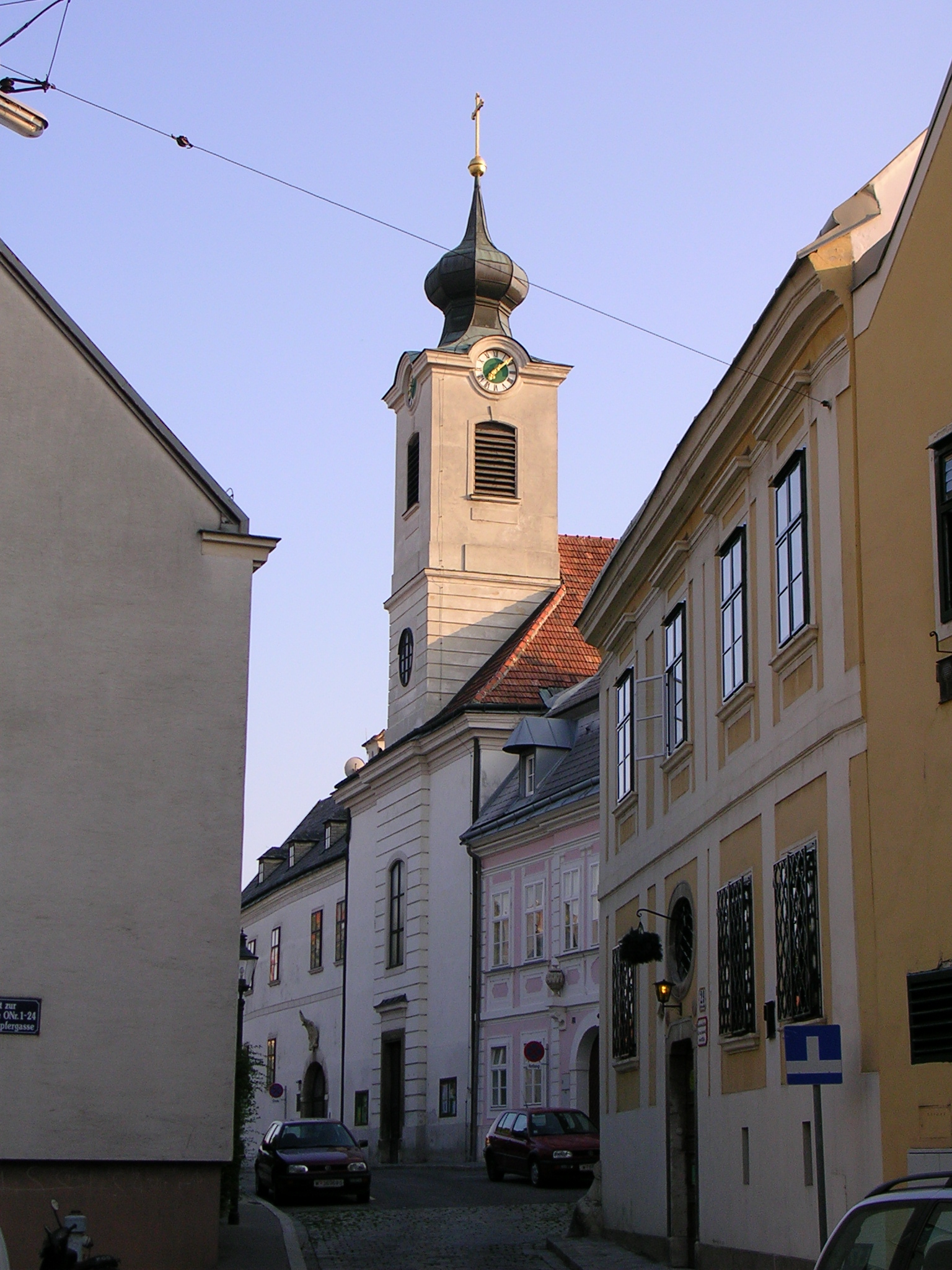
Nussdorfer Pfarrkirche (1784–1789)

- Vollendung der Pfarrkirche St. Ägydius, Groissenbrunn (1763)
- Melker Hof, Schottengasse 3–3a, Wien 1 (1769–1794)
- Umbau von Kreuzganghof und Ostflügel des Stift Neukloster, Wiener Neustadt (1763–1776)
- Hochaltar der Pfarrkirche Gainfarn (1765–1767)
- Pfarrkirche Theresienfeld (1767)
- Pfarrkirche Großriedenthal (1768)
- Aus- und Umbauten an der Burg in Wiener Neustadt (1769–1777), gemeinsam mit Nikolaus von Pacassi
- Wohnhaus „Zu den 5 Lerchen“, Währinger Straße 29, Wien 9 (1770), nicht erhalten
- Josefstädter Kavalleriekaserne, Wien 8 (1772–1777), nicht erhalten
- Kapelle Mariä Himmelfahrt im Melker Hof, Schottengasse 3–3a, Wien 1 (1773)
- Lyceum in Eger / Ungarn, Gebäude der heutigen Katholischen Karl Eszterházy-Universität (1773)
- Heumarktkaserne, Wien 3 (1774), nicht erhalten
- Erweiterung und Refektorium des Elisabethinen-Klosters, Landstraßer Hauptstraße 4a, Wien 3 (1779)
- Miethaus, Margaretenstraße 31, Wien 4 (1781), nicht erhalten
- Refektorium, Pfortengebäude und Fassadierung des Himmelpfortklosters, Himmelpfortgasse 9, Wien 1 (1783)
- Militärinvalidenhaus, Invalidenstraße, Wien 3 (1783–1786), nicht erhalten
- Um- und Ausbau Allgemeines Krankenhaus, Alser Straße 4, Wien 9 (1783–1784)
- Narrenturm im Allgemeinen Krankenhaus (1784)
- Nussdorfer Pfarrkirche, Greinergasse, Wien 19 (1784–1789)
- Pfarrkirche St. Michael, Haselbach (1785)
- Miethaus, Erdbergstraße 29 und 29a, Wien 3 (1785), nicht erhalten
- Stiegenhaus und Aufstockung des Palais Caprara-Geymüller, Wallnerstraße 8, Wien 1 (1786)
- Haus von Camillo Graf von Colloredo, Rauhensteingasse 3, Wien 1 (1787)
- Pfarrhof der Nussdorfer Pfarrkirche, Greinergasse 25, Wien 19 (1787)